# Milan Stanković
Milan Stanković (en cirílico: Милан Станковић; nació el 9 de septiembre de 1987 en Obrenovac, Serbia) es un cantante de pop-folk serbio que representó a su país en el Festival de la Canción de Eurovisión 2010 celebrado en Oslo, Noruega.
Milan comenzó su carrera musical en el año 2007 participando en la versión serbia de Idols (Zvezde Granda), llegando a la final pero terminando en 4.º lugar. En mayo de 2009, Milan lanza su primer álbum de estudio, llamado "Solo", el cual alcanza rápidamente las 50.000 copias vendidas en su país. Desde entonces, jóvenes de toda Serbia y de los Balcanes establecieron fan-clubs y comenzaron a imitar su peculiar forma de vestir y de peinar. Sus admiradoras se hacen conocer como "Krasive". La efervescencia alrededor de él hizo que los medios en su país bautizaran este fenómeno como la "Milanomanía".
En 2010, participó en la preselección de su país, 3 pa 1 za Oslo, para el Festival de la Canción de Eurovisión, ganando el certamen con la canción "Ovo je Balkan" (Éstos son los Balcanes), de la cual también realizó una versión en español bajo el título "Hey! Balkañeros". En Eurovisión, el tema obtuvo el quinto lugar en la primera semifinal, y se clasificó para la gran final, en la cual terminó en 13.er lugar con 72 puntos. Ese mismo año ganó el Premio Barbara Dex al concursante de Eurovisión "peor vestido" del año.
Tras su participación en Eurovisión, Milan es forzado a permanecer lejos de los escenarios y de la vida pública durante el último año por diferencias con su compañía discográfica. Sin embargo, el 1 de junio de 2011 publica un nuevo sencillo con el título de "Perje" ("Plumas") que distribuye gratuitamente desde su página web Milan Stankovic - Official web page y de la cual es autor de la música. El tema es bien recibido en Serbia por la crítica y el público en general, consiguiendo más de 20.000 visitas en su primer día publicado en Youtube, esto le valió para posicionarse en el puesto 86 de los vídeos de música más vistos a nivel mundial de ese día.
En julio "Perje" es seleccionado por la delegación Serbia de la OGAE para representar a su país en el OGAE Song Contest 2011.
Tras un periodo de dos años por una sanción de su discográfica, el mismo día de su cumpleaños en 2013 sale al mercado su sencillo "Od mene se odvikavaj" con más de un millón de visitas en YouTube.
Gana en 2014 gracias a su tema "Luda zeno" (chica loca) el prestigioso Pink Music Festival de Serbia, organizado por la cadena de televisión nacional "Pink", con dos premios: mayor visitas en YouTube y el premio especial del público.

## Discografía
- Solo (2009)
- Ovo je Balkan (2010)
- Od mene se odvikavaj (single) (2013)

## Premios
- Agosto, 2010: Festival Suncane Skale 2010 - Princeve Nagrade - Mejor actuación en festival.
- Diciembre, 2010: Oikotimes - Eurostar Award 2010
- Premio al video más visitado en YouTube (Luda zeno) y premio especial del público (Pink Music Festival)